# Ленинградский народный фронт
Ленинградский народный фронт (ЛНФ) — крупнейшая неформальная политическая организация на территории России в 1989—1990 годах[уточнить], изначально строился как движение на широкой идеологической платформе, чтобы консолидировать людей разных взглядов, но общедемократической направленности (ключевые фигуры — народные депутаты СССР М. Салье, Ю. Болдырев, А. Щелканов, А. Оболенский, П. Филиппов, С. Андреев, Г. Богомолов). По утверждению профессора М. В. Попова, фактическим главой ЛНФ являлся Ю. Болдырев.

## Создание ЛНФ
Создание в конце 1980-х годов Народных фронтов во многих городах России и в республиках тогдашнего СССР, часто также называвшихся «народными фронтами в поддержку перестройки» или «народными фронтами содействия перестройке», стало следствием желания многих людей организовать массовые общественные движения, способные активно влиять на власти путём сочетания давления на них и сотрудничества с реформаторски настроенными членами руководства страны или региона. Первоначально идею создания Народного фронта сформулировал на страницах перестроечной прессы известный ученый-юрист Б. П. Курашвили. В практическом плане концепция Народного фронта, переосмысленная под углом борьбы за демократию как таковую, пришла в Ленинград из Прибалтики (например, Народный фронт Латвии), где Народные фронты в 1988—1989 годах быстро превратились в мощные организации, оказывавшие большое влияние на политическую жизнь.
ЛНФ допускал только ненасильственное, мирное изменение существующего режима путём проведения демократических выборов. Движение носило подчеркнуто интернационалистский характер, находилось в тесном контакте и оказывало постоянную моральную поддержку Народным фронтам в Прибалтике, до тех пор, пока те оставались на позициях национального возрождения и не скатывались к ущемлению прав русскоязычного меньшинства.
Инициаторы создания Народного фронта в Ленинграде шли по пути последовательной подготовки этого шага. Официальное учреждение ЛНФ должно было оформить уже сложившееся сообщество наработавших опыт совместной политической работы людей. Выборы на Съезд народных депутатов СССР весной 1989 года очень поспособствовали консолидации под эгидой комитета «Выборы-89» отдельных демократических групп Ленинграда и им сочувствующих в широкую коалицию, которая впоследствии функционировала не как объединение самостоятельных организаций и клубов, а как распределённая по районам города система территориальных отделений и групп ЛНФ.

## Политическая деятельность
На волне тогдашнего политического подъёма 17-18 июня 1989 года в Доме культуры работников пищевой промышленности на улице Правды в Ленинградe состоялся Учредительный съезд ЛНФ. 671 делегат представляли 107 инициативных групп и организаций. Нормы представительства предусматривали, что каждая группа числом не менее 5 человек имеет право на двух делегатов плюс ещё по одному делегату на каждых 10 членов группы. Следовательно, в составе ЛНФ на момент учреждения было около 5 тысяч человек. Максимальное количество членов ЛНФ оценивается специалистами в 6-7 тысяч человек, что, если придерживаться истины, является значительным преувеличением. Дело в том, что реальное число членов организаций, вошедших в состав ЛНФ на правах отделений (как районных, так и производственных и иных), не коррелируется с делегатской квотой, так как многие активисты состояли одновременно в двух и более организациях. Когда на учредительном съезде, после многочисленных требований из зала огласить, наконец общее число членов ЛНФ, председатель мандатной комиссии Л. Л. Мотяс принесла результаты подсчётов ведущим А. Г. Голову и В. Л. Цытовичу, то те, будучи обескураженными, решили объявить короткий перерыв, для проведения совещания со всем коллективом ведущих заседания. Обескураженность была вполне понятной: общее число членов не превышало, в действительности, 1200 человек. После короткого совещания, решено было не сбивать со съезда накал энтузиазма. И, наконец, А. Г. Головым была оглашена цифра «6-7 тысяч». Но, то, что реальная цифра резко отличалась в меньшую сторону от легендарной, лишь подчёркивает (по результатам) масштаб усилий и самоотдачи активистов ЛНФ.
Самым первым программным документом ЛНФ стал Манифест его Учредительного съезда. Делегаты съезда сознательно не пошли по пути принятие более развёрнутых документов, так как в условиях постоянно меняющейся политической ситуации они быстро бы устарели. С другой стороны, в этом кратком одностраничном тексте достаточно твёрдо были расставлены политические акценты в части констатации кризиса, переживаемого страной и городом, необходимости построения правового государства и соблюдения основополагающих свобод граждан.
Экономическая часть программы ЛНФ носила достаточно общий характер, и содержала следующие основные положения:
- передача государственных средств производства в собственность акционерных обществ, кооперативов и частных лиц;
- гарантии свободы учреждения предприятий;
- создание товарной, валютной и фондовой бирж;
- обеспечение свободной конвертации рубля;
- изменение отраслевой структуры производства путём увеличения выпуска товаров народного потребления.

Пик активности ЛНФ был достигнут в марте 1990 года во время выборов народных депутатов РСФСР и в местные Советы народных депутатов, проводившихся по более демократической основе, чем выборы на Съезд народных депутатов СССР. В качестве предвыборного штаба всех демократических сил был создан комитет «Демократические выборы — 90» (ДВ-90), который, в первую очередь, опирался на структуры ЛНФ.
Предвыборная платформа ЛНФ, как и программы других общественных объединений в сжатой форме была опубликована в городской молодёжной газете «Смена». Практически все кандидаты от ЛНФ и его сторонники в специально отведённые для этого дни приезжали в редакцию газеты и подписывали её и программу блока ДВ-90. ДВ-90 и ЛНФ получили около 240 из примерно 400 мест в городском Совете народных депутатов. Более половины из избранных были активистами Народного фронта.
Наиболее яркими трибунами ЛНФ в 1989—1990 годах были М. Е. Салье и П. С. Филиппов. По способности чётко и аргументировано излагать позицию ЛНФ, организовывать и на высоком уровне проводить и интеллектуальные дискуссии, и массовые акции демократического движения, им не было, пожалуй, равных.

## Работа ЛНФ в Ленсовете
Избранный в марте 1990 года Ленинградский городской совет народных депутатов (Ленсовет), стал самым наглядным результатом деятельности ЛНФ и, по сути, главным её итогом. В течение последующих трёх с половиной лет горсовет, большинство в котором составляли кандидаты, выбранные при поддержке комитета «Демократические выборы — 90», ядром которого был ЛНФ, определял жизнь северной столицы России. Самыми яркими решениями принятыми Ленсоветом, стали возвращение первоначальных имени, герба и флага Санкт-Петербургу, передача в собственность города многочисленного имущества, в том числе недвижимого, находившегося во владении обкомов, горкомов и райкомов КПСС и ВЛКСМ.
Быстрое развитие общественной жизни в городе и стране после выборов 1990 года потребовало изменений в организационной структуре и целевых установках Народного фронта. Некоторые коррективы, учитывающие новое место Народного фронта в условиях формирующейся тогда многопартийности, были внесены в Устав НФ его II съездом, состоявшимся 2-3 марта 1991 года. Однако функция движения, объединяющего демократические силы города, к тому времени естественным образом уже перешла к городскому отделению общероссийского движения «Демократическая Россия», в которое Народный фронт вошёл в качестве регионального соучредителя, на основании решения своей конференции от 29 июня 1990 года.
В сложившихся после августовского путча 1991 года новых условиях Народный фронт Санкт-Петербурга стремился найти своё место на политической карте города как региональная общественно-политическая организация, отстаивающая наряду с общедемократическими и специфические интересы Петербурга, которые определяются его ролью в истории, политике и экономике России. Народный фронт выступал тогда за принятие закона «О статусе Санкт-Петербурга», за его превращение в полноправный субъект Российской федерации. При этом он позиционировал себя как организация, приверженная принципам либерализма и выступающая за декоммунизацию всех сфер общественной жизни.

## Прекращение деятельности
Накопленный Народным фронтом опыт политической борьбы, его открытость, как для членов демократических партий, так и беспартийных, позволяли надеяться, что как форма общественно-политической организации НФ имеет потенциал и для саморазвития и, что самое важное, для деятельности на благо родного города. Однако, события сентября-октября 1993 года и последующий в декабре 1993 года роспуск горсовета раскололи демократическое движение Петербурга. Соответственно, и деятельность НФ СПб, изначально создававшегося как одна из форм объединения демократических сил, с 1994 года в качестве общегородской организации фактически прекратилась.
Многие активисты ЛНФ продолжили политическую деятельность, в основном в партиях «Яблоко» и «Демократический выбор России»/Союз правых сил.